# Гжешин (Нижньосілезьке воєводство)
Гжешин (пол. Grzeszyn) — село в Польщі, у гміні Вінсько Воловського повіту Нижньосілезького воєводства.
Населення — 65 осіб (2011).
У 1975-1998 роках село належало до Вроцлавського воєводства.

## Демографія
Демографічна структура станом на 31 березня 2011 року:
|          | Загалом | Допрацездатний вік | Працездатний вік | Постпрацездатний вік |
| -------- | ------- | ------------------ | ---------------- | -------------------- |
| Чоловіки | 33      | 6                  | 19               | 8                    |
| Жінки    | 32      | 2                  | 20               | 10                   |
| Разом    | 65      | 8                  | 39               | 18                   |